# Elymnias suavium
Elymnias suavium är en fjärilsart som beskrevs av Hans Fruhstorfer. Elymnias suavium ingår i släktet Elymnias och familjen praktfjärilar. Inga underarter finns listade i Catalogue of Life.